# 祝瀚
祝瀚（1462年—？），字惟容，浙江紹興府山陰縣人，民籍，明朝政治人物。

## 生平
浙江鄉試第四十六名舉人，成化二十三年（1487年），登丁未科會試第六名，廷試二甲第十二名進士。历任刑部主事，弘治十一年（1498年）升任南昌府知府。

## 家族
曾祖祝士徵；祖父祝瓛；父祝鑾，母裘氏。具庆下。弟沔、漢。